# Champagne (Eure-et-Loir)
Champagne ist ein Ort und ehemalige Gemeinde mit 328 Einwohnern (Stand: 1. Januar 2017) im französischen Département Eure-et-Loir in der Region Centre-Val de Loire. Sie gehörte zum Arrondissement Dreux. Die Bewohner werden Champenois und Champenoises genannt.
Der Erlass des Präfekten vom 7. November 2014 legte mit Wirkung zum 1. Januar 2015 die Eingliederung von Champagne ohne Status einer Commune déléguée zusammen mit der früheren Gemeinde Goussainville zur gleichnamigen Commune nouvelle Goussainville fest.

## Geografie

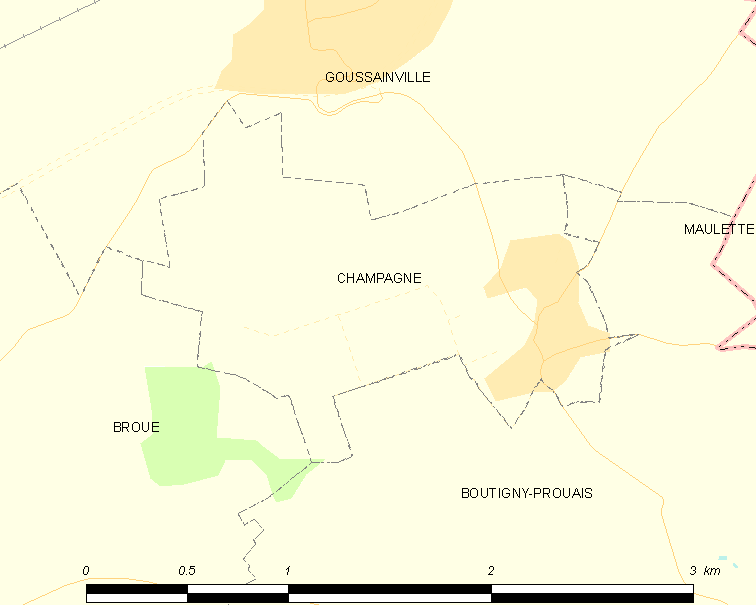
Karte von Champagne

Champagne liegt etwa 15 Kilometer ostnordöstlich von Dreux, etwa 36 Kilometer nordnordöstlich von Chartres und etwa 41 Kilometer westsüdwestlich von Versailles in der Région naturelle des Drouais.
Das Ortsgebiet liegt im Einzugsgebiet der Seine und wird vom zeitweise trockenfallenden Flüsschen Andusse entwässert. Das Bodenrelief ist flach mit Höhen meist über 130 m bis auf den Austritt der Andusse aus dem Ortsgebiet im Südosten, an der mit 121 m die tiefste Stelle gemessen wird.
Umgeben wird Champagne von zwei Nachbargemeinden und dem Ortsteil Goussainville der Commune nouvelle:
|       | Goussainville (Ortsteil)                    |                  |
|       | Kompassrose, die auf Nachbargemeinden zeigt |                  |
| Broué |                                             | Boutigny-Prouais |

## Geschichte
Das Gebiet um das Dorf Champagne zeigte am Ende der gallorömischen Zeit große Umgestaltung der Landschaft und war zweifellos ein freigemachtes Land (französisch campagne) im Gegensatz zu den umliegenden Gebieten, die noch gut mit Vegetation bedeckt war. Auch hier zeugen die Überreste eines großen gallo-römischen Landguts, Zentrum eines mehrere Hektar großen Anwesens, von einer bedeutenden landwirtschaftlichen Tätigkeit, die bis an den Rand des Waldes von Rambouillet reichte.
Dokumente beschreiben die Entwicklung des Dorfnamens: Campanias (1174), Campanie (1250), Champaignes (1555), Champagnes (1612), Campania (1626), Champagne (1736).
Die Kommende von Champagne war ein Besitz des Ordens vom Krankenhaus des Heiligen Johannes von Jerusalem. Dieser Orden wurde Ende des 11. Jahrhunderts von Laienbrüder eines Jerusalemer Krankenhauses gegründet, das von einem Kloster abhängig war, dessen Kapelle dem heiligen Johannes dem Täufer geweiht war. Dank der erhaltenen Spenden gründeten die Hospitaliter Kommende und Priorate. Eine davon war die Kommende in Champagne aus dem 12. Jahrhundert. Sie bauten hier keine besondere Kapelle innerhalb der Kommenden, sondern nutzten die Pfarrkirche des Dorfes.

## Bevölkerungsentwicklung

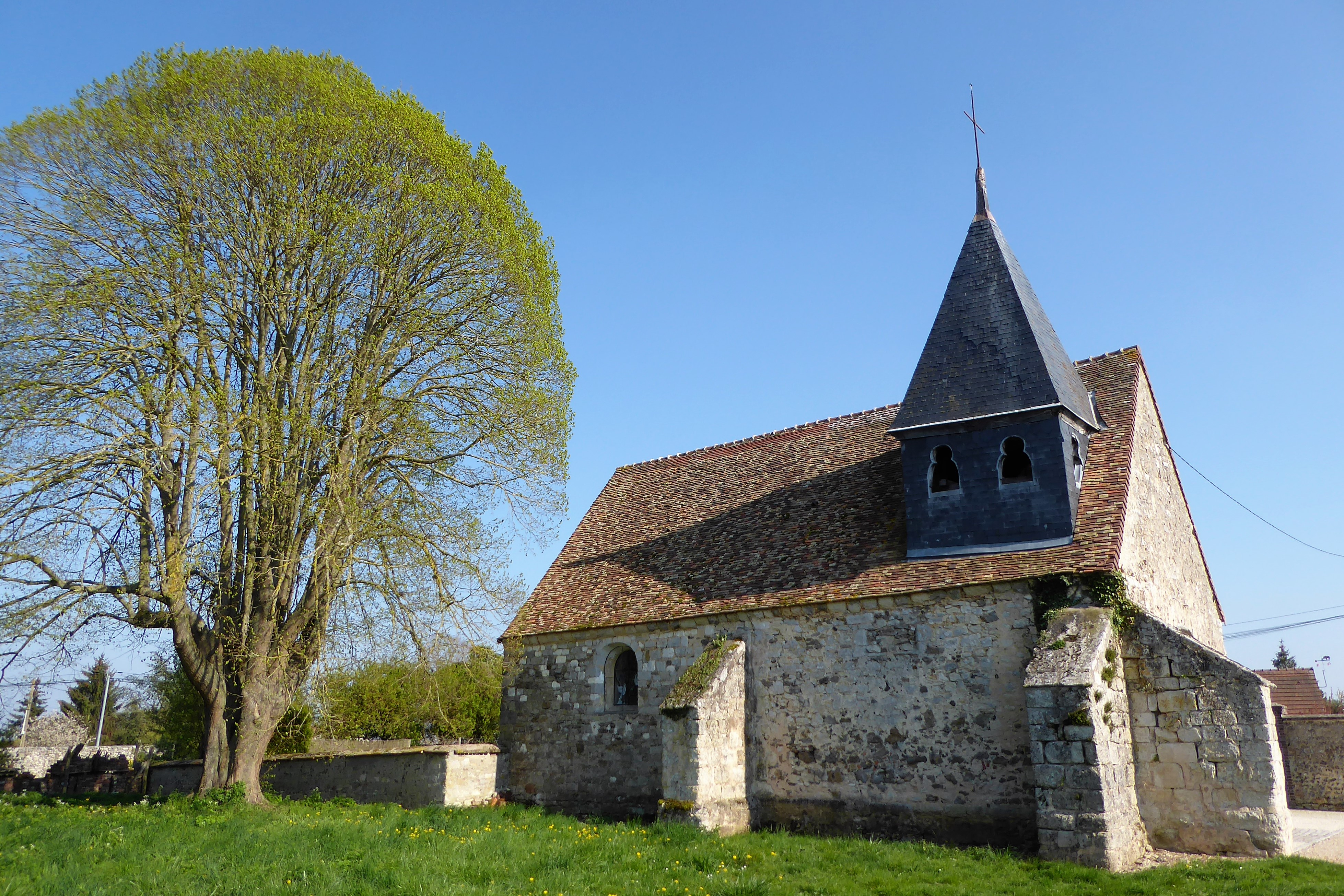
Kirche Sainte-Croix

| Champagne: Einwohnerzahlen von 1793 bis 2017                                                                               | Champagne: Einwohnerzahlen von 1793 bis 2017 | Champagne: Einwohnerzahlen von 1793 bis 2017 | Champagne: Einwohnerzahlen von 1793 bis 2017 | Champagne: Einwohnerzahlen von 1793 bis 2017 |
| --- | -------------------------------------------- | -------------------------------------------- | -------------------------------------------- | -------------------------------------------- |
| Jahr |                                              |                                              |                                              | Einwohner                                    |
| 1793 | 1793                                         |                                              | 122                                          | 122                                          |
| 1800 | 1800                                         |                                              | 118                                          | 118                                          |
| 1806 | 1806                                         |                                              | 130                                          | 130                                          |
| 1821 | 1821                                         |                                              | 111                                          | 111                                          |
| 1831 | 1831                                         |                                              | 108                                          | 108                                          |
| 1836 | 1836                                         |                                              | 120                                          | 120                                          |
| 1841 | 1841                                         |                                              | 115                                          | 115                                          |
| 1846 | 1846                                         |                                              | 112                                          | 112                                          |
| 1851 | 1851                                         |                                              | 106                                          | 106                                          |
| 1856 | 1856                                         |                                              | 116                                          | 116                                          |
| 1861 | 1861                                         |                                              | 117                                          | 117                                          |
| 1866 | 1866                                         |                                              | 119                                          | 119                                          |
| 1872 | 1872                                         |                                              | 121                                          | 121                                          |
| 1876 | 1876                                         |                                              | 131                                          | 131                                          |
| 1881 | 1881                                         |                                              | 125                                          | 125                                          |
| 1886 | 1886                                         |                                              | 124                                          | 124                                          |
| 1891 | 1891                                         |                                              | 127                                          | 127                                          |
| 1896 | 1896                                         |                                              | 123                                          | 123                                          |
| 1901 | 1901                                         |                                              | 111                                          | 111                                          |
| 1906 | 1906                                         |                                              | 97                                           | 97                                           |
| 1911 | 1911                                         |                                              | 111                                          | 111                                          |
| 1921 | 1921                                         |                                              | 111                                          | 111                                          |
| 1926 | 1926                                         |                                              | 111                                          | 111                                          |
| 1931 | 1931                                         |                                              | 92                                           | 92                                           |
| 1936 | 1936                                         |                                              | 85                                           | 85                                           |
| 1946 | 1946                                         |                                              | 98                                           | 98                                           |
| 1954 | 1954                                         |                                              | 103                                          | 103                                          |
| 1962 | 1962                                         |                                              | 86                                           | 86                                           |
| 1968 | 1968                                         |                                              | 73                                           | 73                                           |
| 1975 | 1975                                         |                                              | 74                                           | 74                                           |
| 1982 | 1982                                         |                                              | 85                                           | 85                                           |
| 1990 | 1990                                         |                                              | 141                                          | 141                                          |
| 1999 | 1999                                         |                                              | 179                                          | 179                                          |
| 2006 | 2006                                         |                                              | 227                                          | 227                                          |
| 2013 | 2013                                         |                                              | 290                                          | 290                                          |
| 2017 | 2017                                         |                                              | 328                                          | 328                                          |
| Quelle(n): EHESS/Cassini bis 1999, INSEE ab 2006 Anmerkung(en): Ab 1962 offizielle Zahlen ohne Einwohner mit Zweitwohnsitz |                                              |                                              |                                              |                                              |

## Sehenswürdigkeiten
- Kirche Sainte-Croix